# Hedysarum coronarium
Hedysarum coronarium, conocido popularmente como zulla en español, es una especie de planta perenne de la familia Fabaceae. 

## Características
Es una planta de hasta 60 cm de altura. Las hojas son perennes, compuestas, imparipinnadas, con 3-5 pares de folíolos, el terminal mayor que los laterales. Folíolos de obovados a elípticos, obtusos o emarginados, con el haz glabro y el envés peloso. Las flores son en racimo con numerosas flores densamente dispuestas. Corola roja, más o menos oscura, con el estandarte emarginado y mucho más largo que la quilla.
Su fruto se presenta en legumbre lomentácea aplanada y recta, con varios segmentos suborbiculares, con las caras cubiertas de espinas.Universidad Pública de Navarra. «Flora Pratense y Forrajera Cultivada de la Península Ibérica». Consultado el 15 de marzo de 2010.

## Distribución y adaptación
Es nativa de la cuenca mediterránea occidental. Como cultivo se ha extendido a países como Australia, India, Brasil y en España, dónde se cultiva en algunas áreas del sur (Cádiz, Málaga, Huelva) y en las Islas Baleares. También se ha desarrollado en algunas zonas de la costa de Cataluña.

## Requerimientos ambientales
Se adapta a zonas de climas suaves y próximas al mar. Habita sobre suelos profundos, eutrofos y arcillosos. No tolera los suelos ácidos o salinos. No soporta el frío ni los suelos arenosos

## Agronomía y manejo
Se utiliza como forraje, bien pastado a diente o bien segado e incorporado a la ración. Precisa inoculación de rhizobium específico para la siembra en terrenos donde no se ha dado previamente. La dosis de siembra es de 20 kg/ha. El peso de mil semillas es de cinco gramos. La semilla comercial generalmente se suministra descascarillada.
El primer año el desarrollo es escaso, no se cubre el suelo con rapidez, por lo que es recomendable asociar el cultivo de la zulla con un cereal.
La siega o pastoreo intenso durante la floración, (abril – mayo), compromete la formación de semillas, por lo que la regeneración del otoño siguiente será a partir de rebrotes de cepas del año anterior o bien de semilla dura.  
Si no se aprovecha durante la primavera, la planta semillará abundantemente generando debilitamiento de raíces, ya que estas movilizaran sus reservas hacia la formación de frutos. Por tanto, la regeneración esperada se hará a partir de semillas.
La regeneración otoñal presenta otros condicionantes, ya que si la regeneración se da por semilla y las condiciones climáticas no son adecuadas, las plántulas no terminaran de formarse. 
Potencial productivo: 50 o 60 t·ha-1 de materia verde en condiciones de secano fresco.
Periodo Crecimiento diario (kg MS·ha-1·dia-1)
| 1 de enero – 15 de febrero  | 15   |
| 16 de febrero – 15 de marzo | 52,6 |
| 16 de marzo – 15 de abril   | 45,2 |
| 16 de abril – 27 de mayo    | 74,8 |

## Formas de aprovechamiento
Se aprovecha preferentemente mediante siega y se aporta en verde (tras una ligera desecación para evitar el meteorismo) o se conserva mediante henificación. También soporta el pastoreo, siendo más adecuada para ganado mayor, dada la talla de la planta. Se aconsejan prácticas de pastoreo diferido si se desea asegurar la regeneración del zullar a partir de semilla.

## Valores nutritivos
FAO. «Sistema de información de los recursos del pienso». Archivado desde el original el 9 de octubre de 2008. Consultado el 15 de marzo de 2010.
|                                     | MS | PB   | FB   | Cen  | EE   | ELN  | Ca   | P    |
| ----------------------------------- | -- | ---- | ---- | ---- | ---- | ---- | ---- | ---- |
| Fresca, principio floración, Italia | 12 | 19,6 | 24   | 14   | 2.40 | 40   | 1.12 | 0.34 |
| Fresca, mitad floración, Italia     |    | 13.3 | 30.5 | 10.5 | 2.3  | 43.4 |      |      |
| Legumbres, Italia                   |    | 13.8 | 23.6 | 15.5 | 2.1  | 45.5 |      |      |
| Paja, Italia                        |    | 5.8  | 51.8 | 7.5  | 0.3  | 34.6 |      |      |
| Heno, Italia                        |    | 13.6 | 30.0 | 10.7 | 2.0  | 43.7 |      |      |

## Nombres comunes
Se le conoce popularmente con diferentes nombres: zulla, esparceta roja, pipirigallo y astorki.

## Variedades
Aigaion, Bellante, Carmen, Comuna, Corona, Mara y Omero